# Mézières-sur-Ponthouin
Mézières-sur-Ponthouin település Franciaországban, Sarthe megyében. Lakosainak száma 735 fő (2022. január 1.). Mézières-sur-Ponthouin Congé-sur-Orne, Courcemont, Dangeul, Saint-Aignan, Marolles-les-Braults és Ballon-Saint-Mars községekkel határos.

## Népesség
A település népességének változása:
| Lakosok száma | 681  | 692  | 700  | 706  | 719  | 732  | 730  | 737  | 735  |
|               | 2013 | 2015 | 2016 | 2017 | 2018 | 2019 | 2020 | 2021 | 2022 |